# William von Barnekow
William von Barnekow, född 12 november 2002 i Malmö, är en svensk professionell ishockeyspelare som spelar för Malmö Redhawks i SHL. Hans moderklubb är Limhamn HK.